# Chile en la Copa Mundial de Fútbol de 2010
La Selección de Chile fue uno de los 32 países participantes de la Copa Mundial de Fútbol de 2010, que se realizó en Sudáfrica.
Llegó al Mundial luego de haber obtenido el segundo lugar en las clasificatorias a la Copa Mundial de Fútbol de 2010 y derrotar a equipos como Argentina en Santiago, Paraguay en Asunción y Colombia en Medellín, donde consiguió la clasificación el 10 de octubre de 2009.
Chile participó en el Bombo 3, luego del sorteo que tuvo lugar en Ciudad del Cabo el 4 de diciembre de 2009, Chile participó en la primera fase junto a España, Honduras y Suiza.
Dirigidos por el entrenador Marcelo Bielsa, algunos de los jugadores que destacaron en el Mundial fueron: Arturo Vidal, Waldo Ponce, Gonzalo Jara, Carlos Carmona, Jean Beausejour y Mauricio Isla. Pero, por sobre todo, cuatro fueron los que indiscutidamente cumplieron actuaciones brillantes: Gary Medel, Jorge Valdivia, Matías Fernández y Alexis Sánchez.
Un problema que tuvo que atravesar la Selección de Chile, fue que dos semanas antes de su participación, sufrió la lesión de uno de sus principales jugadores: Humberto Suazo (el goleador de las clasificatorias a la Copa Mundial de Fútbol de 2010). No obstante, mediante un tratamiento intensivo, el delantero pudo participar en el partido de Chile contra Suiza y Brasil; pero sin destacar mucho por su falta de continuidad futbolística.
Otro de los inconvenientes que enfrentó Chile fue que Esteban Paredes presentó un cuadro de amigdalitis los días previos al debut mundialista, por lo que no pudo jugar en el partido contra Honduras.

## Clasificación

### Tabla de posiciones
''La Roja'' obtuvo el segundo lugar en la clasificatorias sudamericanas luego de obtener 33 puntos, superados por Brasil.
| Equipo    | Pts | PJ | PG | PE | PP | GF | GC | Dif |
| --------- | --- | -- | -- | -- | -- | -- | -- | --- |
| Brasil    | 34  | 18 | 9  | 7  | 2  | 33 | 11 | 22  |
| Chile     | 33  | 18 | 10 | 3  | 5  | 32 | 22 | 10  |
| Paraguay  | 33  | 18 | 10 | 3  | 5  | 24 | 16 | 8   |
| Argentina | 28  | 18 | 8  | 4  | 6  | 23 | 20 | 3   |
| Uruguay   | 24  | 18 | 6  | 6  | 6  | 28 | 20 | 8   |
| Ecuador   | 23  | 18 | 6  | 5  | 7  | 22 | 26 | -4  |
| Colombia  | 23  | 18 | 6  | 5  | 7  | 14 | 18 | -4  |
| Venezuela | 22  | 18 | 6  | 4  | 8  | 23 | 29 | -6  |
| Bolivia   | 15  | 18 | 4  | 3  | 11 | 22 | 36 | -14 |
| Perú      | 13  | 18 | 3  | 4  | 11 | 11 | 34 | -23 |

| L\V                  | Bandera de Argentina | Bandera de Bolivia | Bandera de Brasil | Bandera de Chile | Bandera de Colombia | Bandera de Ecuador | Bandera de Paraguay | Bandera de Perú | Bandera de Uruguay | Bandera de Venezuela |
| Bandera de Argentina |                      | 3:0                | 1:3               | 2:0              | 1:0                 | 1:1                | 1:1                 | 2:1             | 2:1                | 4:0                  |
| Bandera de Bolivia   | 6:1                  |                    | 2:1               | 0:2              | 0:0                 | 1:3                | 4:2                 | 3:0             | 2:2                | 0:1                  |
| Bandera de Brasil    | 0:0                  | 0:0                |                   | 4:2              | 0:0                 | 5:0                | 2:1                 | 3:0             | 2:1                | 0:0                  |
| Bandera de Chile     | 1:0                  | 4:0                | 0:3               |                  | 4:0                 | 1:0                | 0:3                 | 2:0             | 0:0                | 2:2                  |
| Bandera de Colombia  | 2:1                  | 2:0                | 0:0               | 2:4              |                     | 2:0                | 0:1                 | 1:0             | 0:1                | 1:0                  |
| Bandera de Ecuador   | 2:0                  | 3:1                | 1:1               | 1:0              | 0:0                 |                    | 1:1                 | 5:1             | 1:2                | 0:1                  |
| Bandera de Paraguay  | 1:0                  | 1:0                | 2:0               | 0:2              | 0:2                 | 5:1                |                     | 1:0             | 1:0                | 2:0                  |
| Bandera de Perú      | 1:1                  | 1:0                | 1:1               | 1:3              | 1:1                 | 1:2                | 0:0                 |                 | 1:0                | 1:0                  |
| Bandera de Uruguay   | 0:1                  | 5:0                | 0:4               | 2:2              | 3:1                 | 0:0                | 2:0                 | 6:0             |                    | 1:1                  |
| Bandera de Venezuela | 0:2                  | 5:3                | 0:4               | 2:3              | 2:0                 | 3:1                | 1:2                 | 3:1             | 2:2                |                      |

### Partidos

#### Primera ronda
La selección chilena consiguió 13 puntos en la primera ronda, y obtuvo 4 victorias, 1 empate y 4 derrotas. Brasil dejó el mensaje: "Hay que respetar a la mejor selección del mundo".
| Fecha                    | Lugar          |           |                      | Resultado                                                           |                     |          |
| ------------------------ | -------------- | --------- | -------------------- | ------------------------------------------------------------------- | ------------------- | -------- |
| 13 de octubre de 2007    | Buenos Aires   | Argentina | Bandera de Argentina | 2:0 (2:0) Archivado el 29 de septiembre de 2009 en Wayback Machine. | Bandera de Chile    | Chile    |
| 17 de octubre de 2007    | Santiago       | Chile     | Bandera de Chile     | 2:0 (1:0) Archivado el 14 de septiembre de 2009 en Wayback Machine. | Bandera de Perú     | Perú     |
| 18 de noviembre de 2007  | Montevideo     | Uruguay   | Bandera de Uruguay   | 2:2 (1:0) Archivado el 14 de septiembre de 2009 en Wayback Machine. | Bandera de Chile    | Chile    |
| 21 de noviembre de 2007  | Santiago       | Chile     | Bandera de Chile     | 0:3 (0:2) Archivado el 17 de septiembre de 2009 en Wayback Machine. | Bandera de Paraguay | Paraguay |
| 15 de junio de 2008      | La Paz         | Bolivia   | Bandera de Bolivia   | 0:2 (0:1) Archivado el 21 de agosto de 2009 en Wayback Machine.     | Bandera de Chile    | Chile    |
| 19 de junio de 2008      | Puerto La Cruz | Venezuela | Bandera de Venezuela | 2:3 (0:0) Archivado el 14 de mayo de 2010 en Wayback Machine.       | Bandera de Chile    | Chile    |
| 7 de septiembre de 2008  | Santiago       | Chile     | Bandera de Chile     | 0:3 (0:2) Archivado el 1 de mayo de 2009 en Wayback Machine.        | Bandera de Brasil   | Brasil   |
| 10 de septiembre de 2008 | Santiago       | Chile     | Bandera de Chile     | 4:0 (2:0) Archivado el 11 de septiembre de 2009 en Wayback Machine. | Bandera de Colombia | Colombia |
| 12 de octubre de 2008    | Quito          | Ecuador   | Bandera de Ecuador   | 1:0 (0:0) Archivado el 18 de octubre de 2009 en Wayback Machine.    | Bandera de Chile    | Chile    |

#### Segunda ronda
La selección chilena consiguió 20 puntos en la segunda ronda, y obtuvo 6 victorias, 2 empates y 1 derrota. Es también quien más puntos sumó en esta ronda.
| Fecha                   | Lugar             |          |                     | Resultado                                                      |                      |           |
| ----------------------- | ----------------- | -------- | ------------------- | -------------------------------------------------------------- | -------------------- | --------- |
| 15 de octubre de 2008   | Santiago          | Chile    | Bandera de Chile    | 1:0 (1:0) Archivado el 29 de abril de 2010 en Wayback Machine. | Bandera de Argentina | Argentina |
| 29 de marzo de 2009     | Lima              | Perú     | Bandera de Perú     | 1:3 (1:2) Archivado el 4 de abril de 2009 en Wayback Machine.  | Bandera de Chile     | Chile     |
| 1 de abril de 2009      | Santiago          | Chile    | Bandera de Chile    | 0:0 Archivado el 11 de abril de 2009 en Wayback Machine.       | Bandera de Uruguay   | Uruguay   |
| 6 de junio de 2009      | Asunción          | Paraguay | Bandera de Paraguay | 0:2 (0:1) Archivado el 9 de junio de 2010 en Wayback Machine.  | Bandera de Chile     | Chile     |
| 10 de junio de 2009     | Santiago          | Chile    | Bandera de Chile    | 4:0 (1:0) Archivado el 21 de junio de 2009 en Wayback Machine. | Bandera de Bolivia   | Bolivia   |
| 5 de septiembre de 2009 | Santiago          | Chile    | Bandera de Chile    | 2:2 (1:2) Archivado el 27 de mayo de 2010 en Wayback Machine.  | Bandera de Venezuela | Venezuela |
| 9 de septiembre de 2009 | Salvador de Bahía | Brasil   | Bandera de Brasil   | 4:2 (2:1) Archivado el 28 de mayo de 2010 en Wayback Machine.  | Bandera de Chile     | Chile     |
| 10 de octubre de 2009   | Medellín          | Colombia | Bandera de Colombia | 2:4 (1:2) Archivado el 27 de mayo de 2010 en Wayback Machine.  | Bandera de Chile     | Chile     |
| 14 de octubre de 2009   | Santiago          | Chile    | Bandera de Chile    | 1:0 (0:0) Archivado el 27 de mayo de 2010 en Wayback Machine.  | Bandera de Ecuador   | Ecuador   |

### Goleadores
El goleador de la Selección Chilena durante las clasificatorias fue Humberto Suazo, quien también fue el goleador de las clasificatorias sudamericanas.
| Jugador          | Selección | Goles |
| ---------------- | --------- | ----- |
| Humberto Suazo   | Chile     | 10    |
| Matías Fernández | Chile     | 4     |
| Alexis Sánchez   | Chile     | 3     |
| Gonzalo Jara     | Chile     | 2     |
| Gary Medel       | Chile     | 2     |
| Fabián Orellana  | Chile     | 2     |
| Marcelo Salas    | Chile     | 2     |
| Waldo Ponce      | Chile     | 1     |
| Jean Beausejour  | Chile     | 1     |
| Arturo Vidal     | Chile     | 1     |
| Marco Estrada    | Chile     | 1     |
| Rodrigo Millar   | Chile     | 1     |
| Ismael Fuentes   | Chile     | 1     |
| Jorge Valdivia   | Chile     | 1     |

## Preparación

### Partidos amistosos
Los amistosos de preparación a la Copa del Mundo iban a comenzar con un enfrentamiento ante Alemania, pero este se canceló por el fallecimiento del guardameta Robert Enke.
Además, Chile canceló 2 amistosos en marzo ante Costa Rica y Corea del Norte, debido al fuerte terremoto que sacudió a la zona centro-sur del país.
| Fecha                   | Lugar         |            |                       | Resultado |                              |                   |
| ----------------------- | ------------- | ---------- | --------------------- | --------- | ---------------------------- | ----------------- |
| 4 de noviembre de 2009  | Talcahuano    | Chile      | Bandera de Chile      | 2:1 (0:0) | Bandera de Paraguay          | Paraguay          |
| 17 de noviembre de 2009 | Žilina        | Eslovaquia | Bandera de Eslovaquia | 1:2 (1:1) | Bandera de Chile             | Chile             |
| 20 de enero de 2010     | Coquimbo      | Chile      | Bandera de Chile      | 2:1 (0:0) | Bandera de Panamá            | Panamá            |
| 31 de marzo de 2010     | Temuco        | Chile      | Bandera de Chile      | 0:0 (0:0) | Bandera de Venezuela         | Venezuela         |
| 5 de mayo de 2010       | Iquique       | Chile      | Bandera de Chile      | 2:0 (1:0) | Bandera de Trinidad y Tobago | Trinidad y Tobago |
| 16 de mayo de 2010      | México, D. F. | México     | Bandera de México     | 1:0 (1:0) | Bandera de Chile             | Chile             |
| 26 de mayo de 2010      | Calama        | Chile      | Bandera de Chile      | 3:0 (0:0) | Bandera de Zambia            | Zambia            |
| 30 de mayo de 2010      | Chillán       | Chile      | Bandera de Chile      | 1:0 (1:0) | Bandera de Irlanda del Norte | Irlanda del Norte |
| 30 de mayo de 2010      | Concepción    | Chile      | Bandera de Chile      | 3:0 (1:0) | Bandera de Israel            | Israel            |

### Amistoso previo
En el amistoso previo al mundial en Sudáfrica se acordó jugar tres tiempos de 30 minutos cada uno.
| 9 de junio de 2010, | Chile                    | 2:0 (0:0) | Nueva Zelanda | Estadio Municipal de Kanyamazane, Nelspruit                            |                                                                        |
|                     | Fierro 68' · Paredes 72' |           |               | Asistencia: 6.000 espectadores Árbitro(s): Danieel Bennard (Sudáfrica) | Asistencia: 6.000 espectadores Árbitro(s): Danieel Bennard (Sudáfrica) |

Actualizado el 9 de junio de 2010

## Plantel

### Nómina final
| #     | Nombre           | Región         | Posición       | Edad           | PJ Sel         | Club                 |
| ----- | ---------------- | -------------- | -------------- | -------------- | -------------- | -------------------- |
| 1     | Claudio Bravo    |                | Portero        | 27             | 43             | Real Sociedad        |
| 2     | Ismael Fuentes   |                | Defensa        | 28             | 29             | Universidad Católica |
| 3     | Waldo Ponce      |                | Defensa        | 27             | 25             | Universidad Católica |
| 4     | Mauricio Isla    |                | Defensa        | 21             | 12             | Udinese              |
| 5     | Pablo Contreras  |                | Defensa        | 31             | 51             | PAOK                 |
| 6     | Carlos Carmona   |                | Mediocampista  | 23             | 20             | Reggina              |
| 7     | Alexis Sánchez   |                | Delantero      | 21             | 29             | Udinese              |
| 8     | Arturo Vidal     |                | Mediocampista  | 23             | 23             | Bayer Leverkusen     |
| 9     | Humberto Suazo   |                | Delantero      | 29             | 42             | Real Zaragoza        |
| 10    | Jorge Valdivia   |                | Mediocampista  | 26             | 39             | Al Ain               |
| 11    | Mark González    |                | Delantero      | 25             | 39             | CSKA Moscú           |
| 12    | Miguel Pinto     |                | Portero        | 26             | 14             | Universidad de Chile |
| 13    | Marco Estrada    |                | Mediocampista  | 27             | 22             | Universidad de Chile |
| 14    | Matías Fernández |                | Mediocampista  | 24             | 37             | Sporting Lisboa      |
| 15    | Jean Beausejour  |                | Mediocampista  | 26             | 27             | América              |
| 16    | Fabián Orellana  |                | Delantero      | 24             | 16             | Xerez CD             |
| 17    | Gary Medel       |                | Defensa        | 22             | 24             | Boca Juniors         |
| 18    | Gonzalo Jara     |                | Defensa        | 24             | 34             | West Bromwich Albion |
| 19    | Gonzalo Fierro   |                | Delantero      | 27             | 18             | Flamengo             |
| 20    | Rodrigo Millar   |                | Mediocampista  | 28             | 21             | Colo-Colo            |
| 21    | Rodrigo Tello    |                | Mediocampista  | 30             | 34             | Besiktas JK          |
| 22    | Esteban Paredes  |                | Delantero      | 29             | 14             | Colo-Colo            |
| 23    | Luis Marín       |                | Portero        | 27             | 3              | Unión Española       |
| D. T. | Marcelo Bielsa   | Marcelo Bielsa | Marcelo Bielsa | Marcelo Bielsa | Marcelo Bielsa | Marcelo Bielsa       |

#### Lista provisional
| Nombre                | Posición      | Club                 |
| --------------------- | ------------- | -------------------- |
| Roberto Cereceda      | Defensa       | Colo-Colo            |
| Charles Aránguiz      | Mediocampista | Colo-Colo            |
| José Pedro Fuenzalida | Mediocampista | Colo-Colo            |
| Manuel Iturra         | Mediocampista | Universidad de Chile |
| Pedro Morales         | Mediocampista | Dinamo Zagreb        |
| Jaime Valdés          | Mediocampista | Atalanta             |
| Héctor Mancilla       | Delantero     | Toluca               |

### Sparrings
| # | Nombre               | Posición      | Edad | PJ Sel | Club                 |
| - | -------------------- | ------------- | ---- | ------ | -------------------- |
|   | Carlos Ross          | Delantero     | 19   | 2      | Audax Italiano       |
|   | Bernardo Campos      | Delantero     | 19   | 0      | Universidad Católica |
|   | José Martínez        | Defensa       | 19   | 1      | Universidad Católica |
|   | Ramses Bustos        | Delantero     | 18   | 0      | Unión Española       |
|   | Yashir Pinto         | Delantero     | 19   | 1      | Colo-Colo            |
|   | Mirko Opazo          | Mediocampista | 19   | 0      | Colo-Colo            |
|   | Felipe Gallegos      | Delantero     | 18   | 1      | Universidad de Chile |
|   | Felipe Gutiérrez     | Mediocampista | 19   | 2      | Universidad Católica |
|   | Francisco Castro     | Delantero     | 19   | 1      | Cobreloa             |
|   | Juan Carlos Espinoza | Defensa       | 18   | 1      | Huachipato           |
|   | Luis Casanova        | Mediocampista | 17   | 1      | O'Higgins            |
|   | Carlos Escobar       | Defensa       | 19   | 0      | Universidad de Chile |
|   | Lorenzo Reyes        | Mediocampista | 18   | 0      | Huachipato           |
|   | Pablo Silva Ibaceta  | Defensa       | 19   | 0      | San Felipe           |

## Participación

### Primera Fase (Grupo H)
Chile entró en el Grupo H junto a España, Suiza y Honduras, luego de pertenecer al Bombo 3.

| Equipo   | Pts | PJ | PG | PE | PP | GF | GC | Dif |
| -------- | --- | -- | -- | -- | -- | -- | -- | --- |
| España   | 6   | 3  | 2  | 0  | 1  | 4  | 2  | 2   |
| Chile    | 6   | 3  | 2  | 0  | 1  | 3  | 2  | 1   |
| Suiza    | 4   | 2  | 1  | 1  | 1  | 1  | 1  | 0   |
| Honduras | 1   | 2  | 0  | 1  | 2  | 0  | 3  | -3  |

#### Honduras vs. Chile
En su primer partido, Chile venció por 1 a 0 a Honduras, con gol de Jean Beausejour; encuentro que destacó por la constante presión ofensiva de los chilenos (principalmente de parte de Alexis Sánchez y Jorge Valdivia), pero con poca efectividad a la hora de definir.
| 16 de junio de 2010 | Honduras | 0:1 (0:1) | Chile          | Estadio Mbombela, Nelspruit                              |                                                          |
|                     |          | Reporte   | Beausejour 33' | Asistencia: 32.664 espectadores Árbitro(s): Eddy Maillet | Asistencia: 32.664 espectadores Árbitro(s): Eddy Maillet |

| Honduras | Honduras | Chile | Chile | Formación |
| -------- | --- | --- | ----- | --------- |
| Honduras | Primera Fase (Grupo H), 1ª Fecha 16 de junio de 2010 en Estadio Mbombela, Nelspruit Resultado: 0:1 Asistentes: 32.664 Árbitro: Eddy Maillet (Seychelles) Reporte                                                                                    | Primera Fase (Grupo H), 1ª Fecha 16 de junio de 2010 en Estadio Mbombela, Nelspruit Resultado: 0:1 Asistentes: 32.664 Árbitro: Eddy Maillet (Seychelles) Reporte                                                                              | Chile |           |
| Honduras | (18) Noel Valladares · (21) Emilio Izaguirre · (3) Maynor Figueroa · (2) Osman Chávez · (23) Sergio Mendoza · (20) Amado Guevara 66' · (8) Wilson Palacios · (13) Roger Espinoza · (7) Ramón Núñez 78' · (17) Edgard Álvarez · (9) Carlos Pavón 60' | (1) Claudio Bravo · (8) Arturo Vidal 81' · (3) Waldo Ponce · (17) Gary Medel · (4) Mauricio Isla · (14) Matías Fernández · (6) Carlos Carmona · (20) Rodrigo Millar 52' · (15) Jean Beausejour · (10) Jorge Valdivia 87' · (7) Alexis Sánchez | Chile |           |
| Honduras | Alexis Mendoza | Marcelo Bielsa | Chile |           |
| Honduras | (12) Georgie Welcome 60' · (6) Hendry Thomas 66' · (15) Walter Martínez 78' | (18) Gonzalo Jara 52' · (5) Pablo Contreras 81' · (11) Mark González 87' | Chile |           |
| Honduras | Goles | | Chile |           |
| Honduras | 0:1 34' Jean Beausejour | | Chile |           |
| Honduras | Tarjetas amarillas | | Chile |           |
| Honduras | 33' Wilson Palacios | 4' Carlos Carmona · 19' Matías Fernández | Chile |           |
| Honduras | Man of the Match: Jean Beausejour | | Chile |           |

#### Chile vs. Suiza
Chile se enfrentaría a Suiza, partido fuertemente disputado debido al importante poder defensivo de la escuadra europea (aspecto que le había permitido vencer al que después sería el campeón del Mundial: España). Finalmente, el encuentro terminaría con la victoria de Chile por 1 a 0, con gol de Mark González, tras una jugada que contó con participación de Jorge Valdivia y Esteban Paredes.
| 21 de junio de 2010 | Chile        | 1:0 (0:0) | Suiza | Estadio Nelson Mandela Bay, Puerto Elizabeth                 |                                                              |
|                     | González 74' | Reporte   |       | Asistencia: 34.872 espectadores Árbitro(s): Khalil Al Ghamdi | Asistencia: 34.872 espectadores Árbitro(s): Khalil Al Ghamdi |

| Chile | Chile | Suiza | Suiza | Formación |
| ----- | --- | --- | ----- | --------- |
| Chile | Primera Fase (Grupo H), 2ª Fecha 21 de junio de 2010 en Estadio Nelson Mandela Bay, Puerto Elizabeth Resultado: 1:0 Asistentes: 34.872 Árbitro: Khalil Al Ghamdi (Arabia Saudita) Reporte                                                  | Primera Fase (Grupo H), 2ª Fecha 21 de junio de 2010 en Estadio Nelson Mandela Bay, Puerto Elizabeth Resultado: 1:0 Asistentes: 34.872 Árbitro: Khalil Al Ghamdi (Arabia Saudita) Reporte                                                                     | Suiza |           |
| Chile | (1) Claudio Bravo · (18) Gonzalo Jara · (3) Waldo Ponce · (17) Gary Medel · (4) Mauricio Isla · (14) Matías Fernández 65' · (6) Carlos Carmona · (8) Arturo Vidal 46' · (15) Jean Beausejour · (9) Humberto Suazo 46' · (7) Alexis Sánchez | (1) Diego Benaglio · (17) Reto Ziegler · (13) Stéphane Grichting · (5) Steve Von Bergen · (2) Stephan Lichtsteiner · (16) Gelson Fernandes 77' · (6) Benjamin Huggel · (8) Gökhan İnler · (11) Valon Behrami · (9) Alexander Frei 42' · (10) Blaise Nkufo 68' | Suiza |           |
| Chile | Marcelo Bielsa | Ottmar Hitzfeld | Suiza |           |
| Chile | (10) Jorge Valdivia 46' · (11) Mark González 46' · (22) Esteban Paredes 65' | (7) Tranquillo Barnetta 42' · (19) Eren Derdiyok 68' · (18) Albert Bunjaku 77' | Suiza |           |
| Chile | Goles | | Suiza |           |
| Chile | 1:0 75' Mark González | | Suiza |           |
| Chile | Tarjetas amarillas | | Suiza |           |
| Chile | 2' Humberto Suazo · 22' Carlos Carmona · 25' Waldo Ponce · 60' Matías Fernández · 61' Gary Medel · 90+2' Jorge Valdivia | 18' Blaise Nkufo · 48' Tranquillo Barnetta · 60' Gökhan İnler | Suiza |           |
| Chile | Tarjetas rojas | | Suiza |           |
| Chile | 31' Valon Behrami | | Suiza |           |
| Chile | Man of the Match: Mark González | | Suiza |           |

#### Chile vs. España
El tercer partido de Chile en esta Copa, fue contra España, en el encuentro que decidiría el primer y segundo lugar del Grupo H. En los primeros 20 minutos ambas selecciones demostraron un nivel similar, no obstante una mala salida del arquero Claudio Bravo a los 24', y una falla en la defensa a los 39', permitieron las anotaciones de David Villa y Andrés Iniesta, respectivamente. Comenzando el segundo tiempo, un tiro de distancia del mediocampista Rodrigo Millar, dejó el marcador 2 a 1, y permitió un mayor nivel ofensivo de parte de Chile, pero con escasa efectividad a la hora de definir.
| 25 de junio de 2010 | Chile      | 1:2 (0:2) | España                  | Estadio Loftus Versfeld, Pretoria                           |                                                             |
|                     | Millar 46' | Reporte   | Villa 23' · Iniesta 36' | Asistencia: 41.958 espectadores Árbitro(s): Marco Rodríguez | Asistencia: 41.958 espectadores Árbitro(s): Marco Rodríguez |

| Chile | Chile | España | España | Formación |
| ----- | --- | --- | ------ | --------- |
| Chile | Primera Fase (Grupo H), 3ª Fecha 25 de junio de 2010 en Estadio Loftus Versfeld, Pretoria Resultado: 1:2 Asistentes: 41.958 Árbitro: Marco Rodríguez (México) Reporte                                                                    | Primera Fase (Grupo H), 3ª Fecha 25 de junio de 2010 en Estadio Loftus Versfeld, Pretoria Resultado: 1:2 Asistentes: 41.958 Árbitro: Marco Rodríguez (México) Reporte                                                                 | España |           |
| Chile | (1) Claudio Bravo · (18) Gonzalo Jara · (3) Waldo Ponce · (17) Gary Medel · (4) Mauricio Isla · (11) Mark González 46' · (13) Marco Estrada · (8) Arturo Vidal · (10) Jorge Valdivia 46' · (15) Jean Beausejour · (7) Alexis Sánchez 65' | (1) Iker Casillas · (11) Joan Capdevila · (5) Carles Puyol · (3) Gerard Piqué · (15) Sergio Ramos · (14) Xabi Alonso 73' · (16) Sergio Busquets · (8) Xavi Hernández · (7) David Villa · (6) Andrés Iniesta · (9) Fernando Torres 55' | España |           |
| Chile | Marcelo Bielsa | Vicente del Bosque | España |           |
| Chile | (20) Rodrigo Millar 46' · (22) Esteban Paredes 46' · (16) Fabián Orellana 65' | (10) Cesc Fàbregas 55' · (20) Javi Martínez 73' | España |           |
| Chile | Goles | | España |           |
| Chile | · 1:2 47' Rodrigo Millar | 0:1 24' David Villa · 0:2 37' Andrés Iniesta | España |           |
| Chile | Tarjetas amarillas | | España |           |
| Chile | 15' Gary Medel · 19' Waldo Ponce · 21' Marco Estrada | | España |           |
| Chile | Doble amarilla | | España |           |
| Chile | 37' Marco Estrada | | España |           |
| Chile | Man of the Match: Andrés Iniesta | | España |           |

### Segunda Fase

#### Octavos de final
En su cuarto partido mundialista, Chile se enfrentó a Brasil; encuentro en que fue goleado por 0-3 —su «peor derrota histórica en el torneo»—, con goles de Juan Silveira dos Santos, Luis Fabiano y Robinho. El partido fue crucial, debido a que Chile no supo cómo enfrentarse a Brasil. Resultado que dejó a Chile fuera del Mundial de Sudáfrica, y ubicado en el 10º lugar del certamen.
| 28 de junio de 2010, 20:30 | Brasil                                    | 3:0 (2:0) | Chile | Estadio Ellis Park, Johannesburgo                       |                                                         |
|                            | Juan 34' · Luís Fabiano 37' · Robinho 58' | Reporte   |       | Asistencia: 54.096 espectadores Árbitro(s): Howard Webb | Asistencia: 54.096 espectadores Árbitro(s): Howard Webb |

| Brasil | Brasil | Chile | Chile | Formación |
| ------ | --- | --- | ----- | --------- |
| Brasil | Octavos de final 28 de junio de 2010 en Estadio Ellis Park, Johannesburgo Resultado: 3:0 Asistentes: 54.096 Árbitro: Howard Webb (Inglaterra) Reporte                                   | Octavos de final 28 de junio de 2010 en Estadio Ellis Park, Johannesburgo Resultado: 3:0 Asistentes: 54.096 Árbitro: Howard Webb (Inglaterra) Reporte                                                                                            | Chile |           |
| Brasil | (1) Júlio César · (6) Michel Bastos · (4) Juan · (3) Lúcio · (2) Maicon · (8) Gilberto Silva · (18) Ramires · (13) Dani Alves · (10) Kaká 81' · (11) Robinho 85' · (9) Luís Fabiano 76' | (1) Claudio Bravo · (2) Ismael Fuentes · (18) Gonzalo Jara · (5) Pablo Contreras 46' · (4) Mauricio Isla 62' · (15) Jean Beausejour · (6) Carlos Carmona · (8) Arturo Vidal · (11) Mark González 46' · (9) Humberto Suazo · (7) Alexis Sánchez · | Chile |           |
| Brasil | Dunga | Marcelo Bielsa | Chile |           |
| Brasil | (21) Nilmar 76' · (20) Kléberson 81' · (16) Gilberto Melo 85' | (10) Jorge Valdivia 46' · (21) Rodrigo Tello 46' · (20) Rodrigo Millar 62' | Chile |           |
| Brasil | Goles | | Chile |           |
| Brasil | 1:0 35' Juan · 2:0 38' Luís Fabiano · 3:0 59' Robinho | | Chile |           |
| Brasil | Tarjetas amarillas | | Chile |           |
| Brasil | 30' Kaká · 72' Ramires | 47' Arturo Vidal · 68' Ismael Fuentes · 80' Rodrigo Millar | Chile |           |
| Brasil | Man of the Match: Robinho | | Chile |           |

## Estadísticas

### Participación de jugadores
| #  | Pos        | Jugador             | PJ (T/S) | Minutos Jugados | Goles recibidos | Atajos | Tarjetas Amarillas | Doble Tarjeta Amarilla y Roja | Tarjetas Rojas |
| -- | ---------- | ------------------- | -------- | --------------- | --------------- | ------ | ------------------ | ----------------------------- | -------------- |
| 1  | Guardameta | Claudio Bravo       | 4(4/0)   | 360'            | 4               | 18     | 0                  | 0                             | 0              |
| 12 | Guardameta | Miguel Pinto        | 0        | 0               | 0               | 0      | 0                  | 0                             | 0              |
| 23 | Guardameta | Luis Marín Barahona | 0        | 0               | 0               | 0      | 0                  | 0                             | 0              |

| #  | Pos            | Jugador          | PJ (T/S) | Minutos Jugados | (P) | Asistencias | Tarjetas Amarillas | Doble Tarjeta Amarilla y Roja | Tarjetas Rojas |
| -- | -------------- | ---------------- | -------- | --------------- | --- | ----------- | ------------------ | ----------------------------- | -------------- |
| 2  | Defensa        | Ismael Fuentes   | 1(1/0)   | 90'             | 0   | 0           | 1                  | 0                             | 0              |
| 3  | Defensa        | Waldo Ponce      | 3(3/0)   | 270'            | 0   | 0           | 2                  | 0                             | 0              |
| 4  | Defensa        | Mauricio Isla    | 4(4/0)   | 332'            | 0   | 1           | 0                  | 0                             | 0              |
| 5  | Centrocampista | Pablo Contreras  | 2(1/1)   | 54'             | 0   | 0           | 0                  | 0                             | 0              |
| 6  | Centrocampista | Carlos Carmona   | 3(3/0)   | 270'            | 0   | 0           | 2                  | 0                             | 0              |
| 7  | Delantero      | Alexis Sánchez   | 4(4/0)   | 335'            | 0   | 1           | 0                  | 0                             | 0              |
| 8  | Centrocampista | Arturo Vidal     | 4(4/0)   | 306'            | 0   | 0           | 1                  | 0                             | 0              |
| 9  | Delantero      | Humberto Suazo   | 2(2/0)   | 135'            | 0   | 0           | 1                  | 0                             | 0              |
| 10 | Centrocampista | Jorge Valdivia   | 4(2/2)   | 222'            | 0   | 0           | 1                  | 0                             | 0              |
| 11 | Delantero      | Mark González    | 4(2/2)   | 138'            | 1   | 2           | 0                  | 0                             | 0              |
| 13 | Defensa        | Marco Estrada    | 1(1/0)   | 37'             | 0   | 0           | 0                  | 1                             | 0              |
| 14 | Delantero      | Matías Fernández | 2(2/0)   | 155'            | 0   | 0           | 2                  | 0                             | 0              |
| 15 | Centrocampista | Jean Beausejour  | 4(4/0)   | 360'            | 1   | 0           | 0                  | 0                             | 0              |
| 16 | Centrocampista | Fabián Orellana  | 1(0/1)   | 25'             | 0   | 0           | 0                  | 0                             | 0              |
| 17 | Defensa        | Gary Medel       | 3(3/0)   | 270'            | 0   | 0           | 2                  | 0                             | 0              |
| 18 | Defensa        | Gonzalo Jara     | 4(3/1)   | 308'            | 0   | 0           | 0                  | 0                             | 0              |
| 19 | Centrocampista | Gonzalo Fierro   | 0        | 0               | 0   | 0           | 0                  | 0                             | 0              |
| 20 | Centrocampista | Rodrigo Millar   | 3(1/2)   | 125'            | 1   | 0           | 1                  | 0                             | 0              |
| 21 | Centrocampista | Rodrigo Tello    | 1(0/1)   | 45'             | 0   | 0           | 0                  | 0                             | 0              |
| 22 | Delantero      | Esteban Paredes  | 2(0/2)   | 70'             | 0   | 1           | 0                  | 0                             | 0              |

## Hitos
- Durante las clasificatorias, Chile fue el equipo que consiguió más puntos de visita: 16 puntos contra 15 de Brasil.
- Durante las clasificatorias, Chile fue el segundo equipo con más puntos, después de Brasil, siendo primera vez que Chile clasifica en segundo lugar.
- Durante las clasificatorias, Chile ganó 10 partidos, siendo su mayor cantidad de partidos ganados en unas eliminatorias y superando la marca de 7 partidos ganados durante las Clasificatorias a Francia 1998.
- Consiguió un empate contra Uruguay en Montevideo: Chile nunca había conseguido puntos de visita ante Uruguay en la historia de las clasificatorias.
- Obtuvo un triunfo contra Argentina en Santiago: Chile no había conseguido alguna victoria ante Argentina en la historia de las clasificatorias.
- Consiguió una victoria contra Perú en Lima, luego de 23 años sin ganar en esa ciudad. Además, junto a Ecuador, fue la única selección que, como visitante, venció a Perú.
- Obtuvo un triunfo contra Paraguay en Asunción, luego de 28 años sin ganar en Paraguay. Además, junto a Colombia, fue la única selección que, como visitante, venció a Paraguay.
- Consiguió anotar goles ante Brasil de visita por primera vez en clasificatorias, y es la primera vez desde 1949, en el Campeonato Sudamericano 1949; sin embargo, los 2 goles de Humberto Suazo no bastaron para conseguir un punto frente a los 4 goles brasileños.
- Obtuvo una victoria contra Colombia en Medellín: Chile no había logrado algún triunfo de visita ante Colombia en la historia de las clasificatorias.
- Ganó un partido en un Mundial tras 12 ediciones, después de participar en sedes europeas. Fue en su debut ante Honduras triunfando por 1-0. La última vez que había celebrado una victoria en dicha competición ocurrió en la edición organizada en su propio país, por el partido del tercer lugar derrotando por el mismo marcador a Yugoslavia.
- Al vencer a Honduras en la primera ronda, logró su primera victoria en un Mundial fuera de casa en 60 años. La última vez había sido en 1950 en Brasil, cuando la Selección de Chile derrotó por 5 a 2 a Estados Unidos.
- Al vencer a Suiza en la primera ronda, con gol de Mark González, Chile rompe el récord de Suiza de 559 minutos de su valla invicta en Mundiales, desde el Mundial 2006 que Suiza no recibía un gol.
- Chile no ganaba dos partidos consecutivos desde 1962, cuando en el Mundial realizado en casa, venció en los dos primeros partidos a Suiza e Italia.